# Sporodochium
Uno sporodochium (pl. Sporodochia) è una piccola e compatta struttura fungina (stroma) costituita da una massa di ife.
Si formano generalmente su piante parassitate dalle forme mitosporiche di funghi appartenenti all'ordine Tuberculariales (suddivisione Deuteromycota, classe hyphomycetes).
Lo stroma porta i conidiofori su cui si formano le spore asessuate o conidi.